# 中国驻阿尔及利亚大使列表
本列表为中華人民共和國驻阿尔及利亚历任大使名录。

## 历任中国驻阿尔及利亚大使

### 附：中华民国驻阿尔及尔领事（1943年－1945年）
1943年10月，中国政府在自由法国统治下的法属阿尔及利亚首府阿尔及尔设立驻阿尔及尔领事馆。1945年，裁撤领事馆。
| 姓名   | 任命          | 到任 | 免职          | 离任 | 领事职务 | 备注 | 备注 |
| ------ | ------------- | ---- | ------------- | ---- | -------- | ---- | ---- |
| 陈忠钧 | 1944年4月19日 |      | 1945年9月22日 |      | 领事     |      |      |

### 中华人民共和国驻阿尔及利亚大使（1962年至今）
1958年阿尔及利亚临时政府成立后，中华人民共和国即予以承认，并于同年12月20日与之建交。1962年阿尔及利亚独立后，中国于同年开始派遣驻阿尔及利亚大使。
| 姓名   | 任命           | 任命           | 到任           | 递交国书       | 免职           | 免职          | 离任           | 外交衔级 | 外交职务     | 备注     |
| 姓名   | 全国人大常委会 | 主席           | 到任           | 递交国书       | 全国人大常委会 | 主席          | 离任           | 外交衔级 | 外交职务     | 备注     |
| ------ | -------------- | -------------- | -------------- | -------------- | -------------- | ------------- | -------------- | -------- | ------------ | -------- |
| 冼依   | 不適用         | 不適用         | 1962年9月10日  | 1962年9月17日  | 不適用         | 不適用        | 1962年11月28日 | 参赞     | 临时代办     | 筹备开馆 |
| 曾涛   | 1962年8月28日  | 1962年11月13日 | 1962年11月28日 | 1962年12月13日 | 不適用         | 不適用        | 1966年12月     | 大使     | 特命全权大使 |          |
| 陈晋龙 | 不適用         | 不適用         | 1967年         | 不適用         | 不適用         | 不適用        | 1969年7月      |          | 临时代办     |          |
| 杨琪良 | 不適用         | 不適用         | 1969年7月21日  | 1969年8月8日   | 不適用         | 不適用        | 1971年5月28日  | 大使     | 特命全权大使 |          |
| 林中   | 不適用         | 不適用         | 1971年8月      | 1971年9月17日  | 1976年12月2日  | 不適用        | 1975年6月      | 大使     | 特命全权大使 |          |
| 周伯萍 | 1976年12月2日  | 不適用         | 1975年8月14日  | 1975年8月29日  | 1978年5月24日  | 不適用        | 1978年5月22日  | 大使     | 特命全权大使 |          |
| 徐明   | 1979年2月23日  | 不適用         | 1978年12月     | 1979年1月17日  | 1982年11月19日 | 不適用        | 1983年2月20日  | 大使     | 特命全权大使 |          |
| 陆维钊 | 1982年11月19日 | 不適用         | 1983年4月      | 1983年7月20日  | 1985年3月21日  | 1986年1月19日 | 1985年11月     | 大使     | 特命全权大使 |          |
| 金森   | 1985年3月21日  | 1986年1月19日  | 1985年12月19日 | 1986年1月8日   | 1988年7月1日   | 1988年8月20日 | 1988年8月      | 大使     | 特命全权大使 |          |
| 安惠侯 | 1988年7月1日   | 1988年8月20日  | 1988年9月13日  | 1988年9月20日  | 1991年9月4日   | 1991年11月6日 | 1991年10月19日 | 大使     | 特命全权大使 |          |
| 王建邦 | 1991年9月4日   | 1991年11月6日  | 1991年12月     | 1992年3月4日   | 1995年8月29日  | 1996年1月8日  | 1995年12月     | 大使     | 特命全权大使 |          |
| 李清玉 | 1995年8月29日  | 1996年1月8日   | 1996年1月      | 1996年1月24日  | 1998年6月26日  | 1999年3月12日 | 1999年1月      | 大使     | 特命全权大使 |          |
| 郑阿全 | 1998年6月26日  | 1999年3月12日  | 1999年2月      | 1999年2月21日  | 2001年12月29日 | 2002年5月14日 | 2002年3月      | 大使     | 特命全权大使 |          |
| 王旺生 | 2001年12月29日 | 2002年5月14日  | 2002年3月      | 2002年5月4日   | 2006年10月31日 | 2007年3月9日  | 2007年1月      | 大使     | 特命全权大使 |          |
| 张史贤 | 2006年10月31日 | 2007年3月9日   | 2007年3月9日   | 2007年3月19日  | 不適用         | 不適用        | 2007年10月     | 大使     | 特命全权大使 |          |
| 刘玉和 | 2007年12月29日 | 2008年5月6日   | 2008年4月28日  | 2008年5月13日  | 2013年12月28日 | 2014年7月1日  | 2014年5月18日  | 大使     | 特命全权大使 |          |
| 杨广玉 | 2013年12月28日 | 2014年7月1日   | 2014年6月17日  | 2014年10月27日 | 2018年8月31日  | 2019年1月4日  | 2018年11月     | 大使     | 特命全权大使 |          |
| 李连和 | 2018年8月31日  | 2019年1月4日   | 2018年12月8日  | 2019年8月14日  | 2021年12月24日 | 2022年7月19日 | 2022年3月      | 大使     | 特命全权大使 |          |
| 李健   | 2021年12月24日 | 2022年7月19日  | 2022年6月30日  | 2022年7月19日  |                | 2025年1月9日  | 2024年10月     | 大使     | 特命全权大使 |          |
| 董广利 |                | 2025年1月9日   | 2024年12月31日 | 2025年1月16日  | 现任           |               |                | 大使     | 特命全权大使 |          |